# Indigo Renderer
Indigo Renderer, também conhecido como Indigo, é um renderizador 3D proprietário capaz de renderizações fotorealísticas. Foi de uso gratuito até a versão 2. Atualmente, Indigo tem versões para Windows XP, Windows Vista, Mac OS X e Linux, em 32 e 64 bits. Sua licença permite ambos, uso pessoal e comercial, mas com algumas restrições na redistribuição e uso em render farms.
Indigo usa métodos tais como Metropolis Light Transport, Spectral light calculus, e virtual camera model. Dados da cena são guardados em formato XML ou IGS.